# Mykołajiwka (hromada Hrodiwka, w pobliżu wsi Krasnyj Jar)
Mykołajiwka (ukr. Миколаївка) – wieś na Ukrainie, w obwodzie donieckim, w rejonie pokrowskim, w hromadzie Hrodiwka. W 2001 liczyła 101 mieszkańców.